# Mistrzostwa Polski w Judo 1963
7. edycja Mistrzostw Polski w judo odbyła się w 1963 roku w Gdańsku.

## Medaliści  mistrzostw Polski

### mężczyźni
| Konkurencja: | Złoto:                           | Srebro:                   | Brąz:                           |
| -68 kg       | Stanisław Tokarski               | Czesław Buzar             | Leszek Żurawski                 |
| -80 kg       | Wojciech Niedziałek              | Ryszard Zieniawa          | Antoni Peziński                 |
| +80 kg       | Franciszek Grochowski            | Tadeusz Czubryj           | Piotr Ołoszczyński Wisła Kraków |
| open         | Ryszard Zieniawa Wybrzeże Gdańsk | Jan Okrój Wybrzeże Gdańsk | Tadeusz Czubryj                 |